# Магдалена Сибилла Саксен-Вейсенфельсская (1673—1726)
Магдалена Сибилла Саксен-Вейсенфельсская (нем. Magdalena Sibylla von Sachsen-Weißenfels; 3 сентября 1673, Галле — 28 ноября 1726, Айзенах) — принцесса Саксен-Вейсенфельс-Кверфуртская, представительница альбертинской линии Веттинов, в замужестве герцогиня Саксен-Эйзенахская.

## Биография
Магдалена Сибилла — старшая дочь и первый ребёнок герцога Иоганна Адольфа I Саксен-Вейсенфельсского и его супруги Иоганны Магдалены Саксен-Альтенбургской, дочери герцога Фридриха Вильгельма II Саксен-Альтенбургского. Получила имя в честь прабабушки по отцовской линии, курфюрстины саксонской Магдалены Сибиллы Прусской.
В 1708 году Магдалена Сибилаа вышла замуж за герцога Иоганна Вильгельма Саксен-Эйзенахского, став его третьей супругой. Герцог Иоганн Вильгельм — сын герцога Иоганна Георга I и Иоганетты Сайн-Витгенштейн. Магдалена Сибилла умерла в 53 года и была похоронена в княжеской усыпальнице церкви Святого Георгия в Эйзенахе. Спустя год после смерти третьей супруги герцог Иоганн Вильгельм женился на Марии Кристине Фелицитас Лейнинген-Гейдесгеймской, вдовствующей княгине Баден-Дурлахской.

## Брак и потомки
В браке с герцогом Иоганном Вильгельмом родились:
- Иоганна Магдалена София (1710—1711)
- Кристиана Вильгельмина (1711—1740), замужем за князем Карлом Нассау-Узингенским, 4 детей
- Иоганн Вильгельм (1713)